# 21517 Dobi
21517 Dobi este un asteroid din centura principală de asteroizi.

## Descriere
21517 Dobi este un asteroid din centura principală de asteroizi. A fost descoperit pe 23 mai 1998 la Socorro, New Mexico, în cadrul proiectului LINEAR. Asteroidul prezintă o orbită caracterizată de o semiaxă mare de 2,36 ua, o excentricitate de 0,18 și o înclinație de 7,7° în raport cu ecliptica.